# 罗伯特·坦普尔
罗伯特·坦普尔，（Robert K. G. Temple，1945年—），美国肯塔基路易斯维尔大学人文学、科学史和科学哲学客座教授，中国清华大学科学技术与社会研究中心兼职教授，英国皇家天文学会会员，拥有梵语和东方学的学位。因其部份觀點貶低西方文明，而遭到一些人的抨擊，稱其為“民間科學愛好者”，寫有《水晶太阳之谜》、《天狼星之谜》等書，遭到科学界、史學界的指责，国际主流学术界不承认其观点。
最著名的著作為《天狼星之谜》，主張多貢人與天狼星來的外星人有接觸。

## 作品

### 《中国的100个世界第一》
其畅销书《中国的100个世界第一》（The Genius of China: 3,000 Years of Science, Discovery, and Invention）是基於李約瑟《中國的科學與文明》而提炼出来的浓缩本，並获得李约瑟认可，李氏亦为此书作长达三页的序言。此书还获得美国图书馆协会奖、纽约科学院奖等五项奖。联合国教科文组织机关报《信使》於1988年曾撰文'The Chinese Scientific Genius'介绍此书，向全世界推荐，期后此书被翻译成43种文字。
此书有两种中文译本，1995年译本由21世纪出版社出版，书名为《中国：发明与发现的国度》，书首有中国科学院院长卢嘉锡写的序言，中国工程院院长、两弹一星元勋朱光亚院士题词。2003年再度被翻译成中文版，由人民教育出版社出版，书名为《中国的创造精神--中国的100个世界第一》，并被列入语文新课标必读丛书。
也有个别学者认为，书中提到的麦卡托投影法、西门子炼钢法、蒸汽機、來福槍、多節火箭、白蘭地、太陽風、舵、跳傘、運河等被他們認為是中國人最早發明、發現，但事實非如此，或領先時間也無如此長，如太阳黑子、贾宪三角形、石油、炼钢等，还有一位學者批評批评此书颇多穿凿附会 。